# Église Sainte-Marie-Madeleine de Lille
Pour les articles homonymes, voir Église Sainte-Madeleine.
L'église Sainte-Marie-Madeleine est une église située dans le quartier du Vieux-Lille, à Lille. Surnommée « la grosse Madeleine » à cause de sa silhouette trapue et de son dôme baroque. Elle a été classée Monument historique en octobre 1965. Elle est désaffectée au culte depuis 1989 et a été transformée en lieu d'expositions. En 1991, c'est l'ancienne chapelle des Carmes déchaussés qui est devenue l'église paroissiale Sainte-Marie-Madeleine.

## Histoire
Les origines de l'édification d'un lieu de culte dédié à sainte Marie-Madeleine remontent à 1233, lorsque le prévôt de Saint-Pierre de Lille autorise la construction d'une chapelle paroissiale en son honneur dans les faubourgs de Lille. La nouvelle paroisse est située en dehors de l'enceinte de la ville jusqu'à son agrandissement en 1667 qui entraîne sa démolition entre 1667 et 1670 lors de la création de la nouvelle fortification de Vauban. Cet agrandissement intègre une partie de la paroisse à l'intérieur de la nouvelle enceinte et entraine l'aménagement d'un nouveau quartier avec la paroisse voisine de Saint-André. La partie de la paroisse à l'extérieur du rempart est à l'origine de la ville de La Madeleine.
La construction d'une nouvelle église à l'intérieur d'un bastion de la nouvelle enceinte est décidée en 1675, date à laquelle un contrat est signé pour la construction du chœur entre les marguilliers et le maître maçon François Vollant, frère de Simon Vollant, architecte de la porte de Paris. En 1676, la maçonnerie et les voûtes du chœur sont terminées, le premier étage de la façade achevé. L'église est ouverte au culte le 1er janvier 1677 et provisoirement consacrée par l'évêque de Tournai. Les travaux se poursuivent ensuite jusqu'en 1707, avec l'achèvement de la partie supérieure de la façade vers 1688, du dôme vers 1701 et des chapelles de la rotonde entre 1704 et 1707, année où elle est consacrée par l'archevêque de Cologne Joseph Clément de Bavière.
Aussitôt après, l'église est lourdement endommagée pendant le siège des Autrichiens de 1708. Sa restauration est confiée à l'architecte Thomas-Joseph Gombert qui travaillait à la même époque à l'édification de l'église saint André. Les travaux durent jusqu'en 1713.
Interdite au public pour des raisons de sécurité en 1969, l'église est désaffectée en 1989. Restaurée dans le cadre des manifestations de Lille 2004, elle est alors transformée en lieu d'accueil d'expositions temporaires. Les artistes Miwa Yanagi (commissariat : Caroline David), Chiharu Shiota, Peter Greenaway et Saskia Boddeke (en), Erwin Redl (en) (commissariats : Richard Castelli (en))  ont tour à tour investi le lieu lors du cycle Du côté de chez....
Depuis, la façade a été restaurée en 2008.

## Description

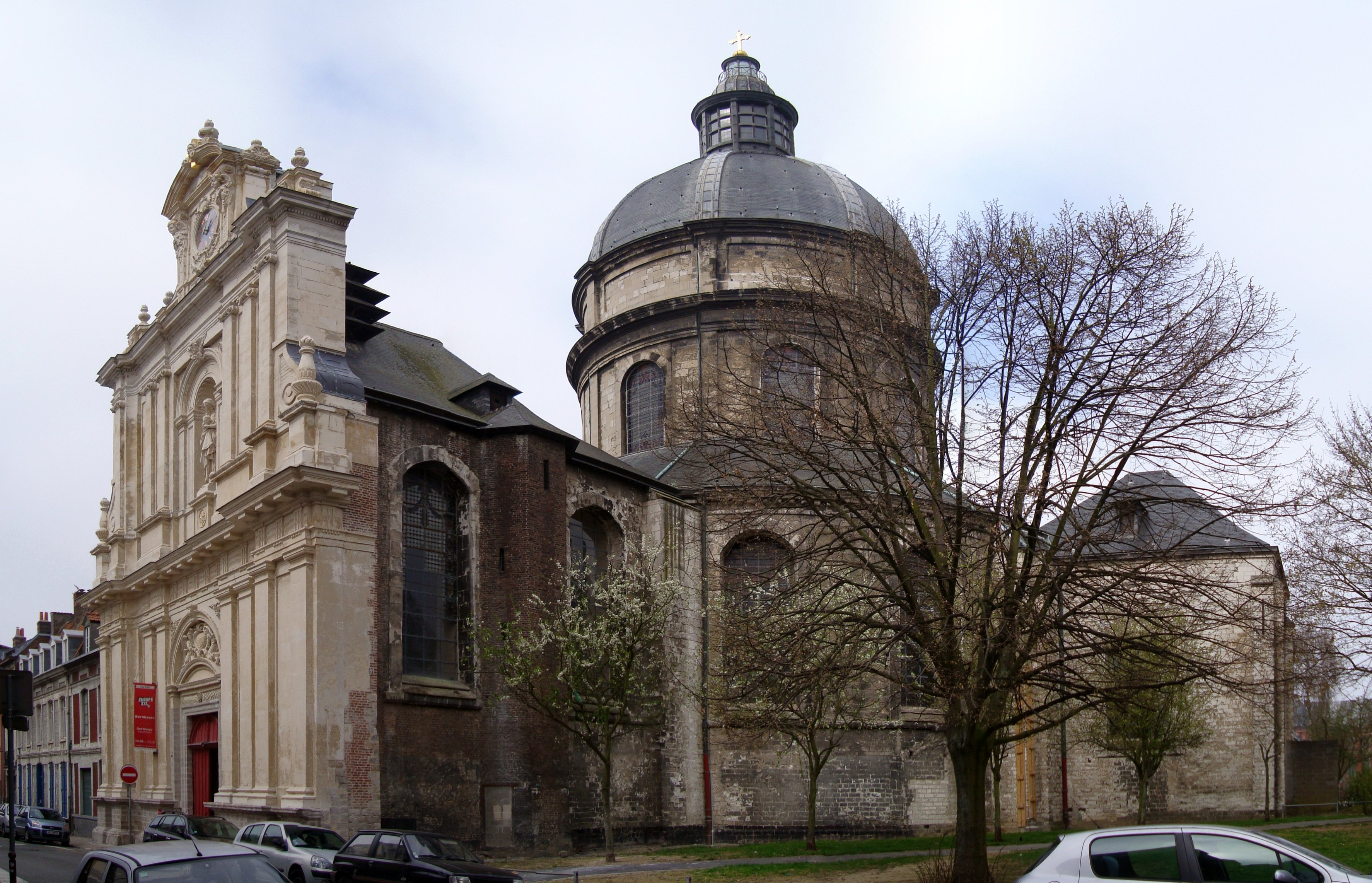
Vue générale

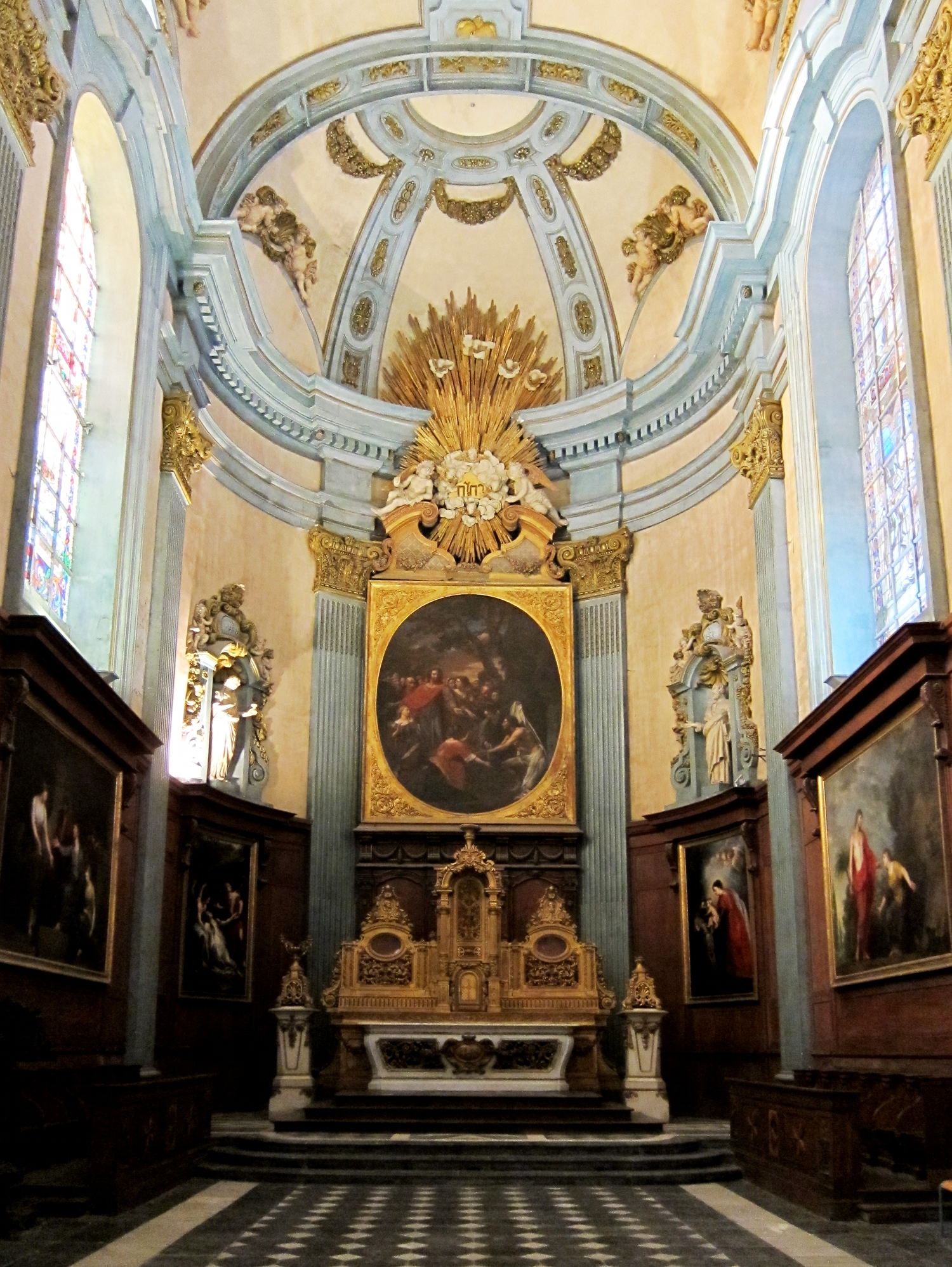
Le chœur

L'église, surmontée d'un dôme, est un exemple unique dans la région de Lille. Mélange curieux de plusieurs styles, elle mêle renaissance flamande pour la décoration du chœur, Grèce antique pour l'élévation de la coupole, les ordres doriques et ioniques de ses colonnes et style baroque pour les ailes de la façade.
À l'intérieur, elle présente un espace en rotonde sur lequel se greffent le chœur, deux chapelles principales et l’entrée de l’édifice, disposés selon un plan en forme de croix grecque.

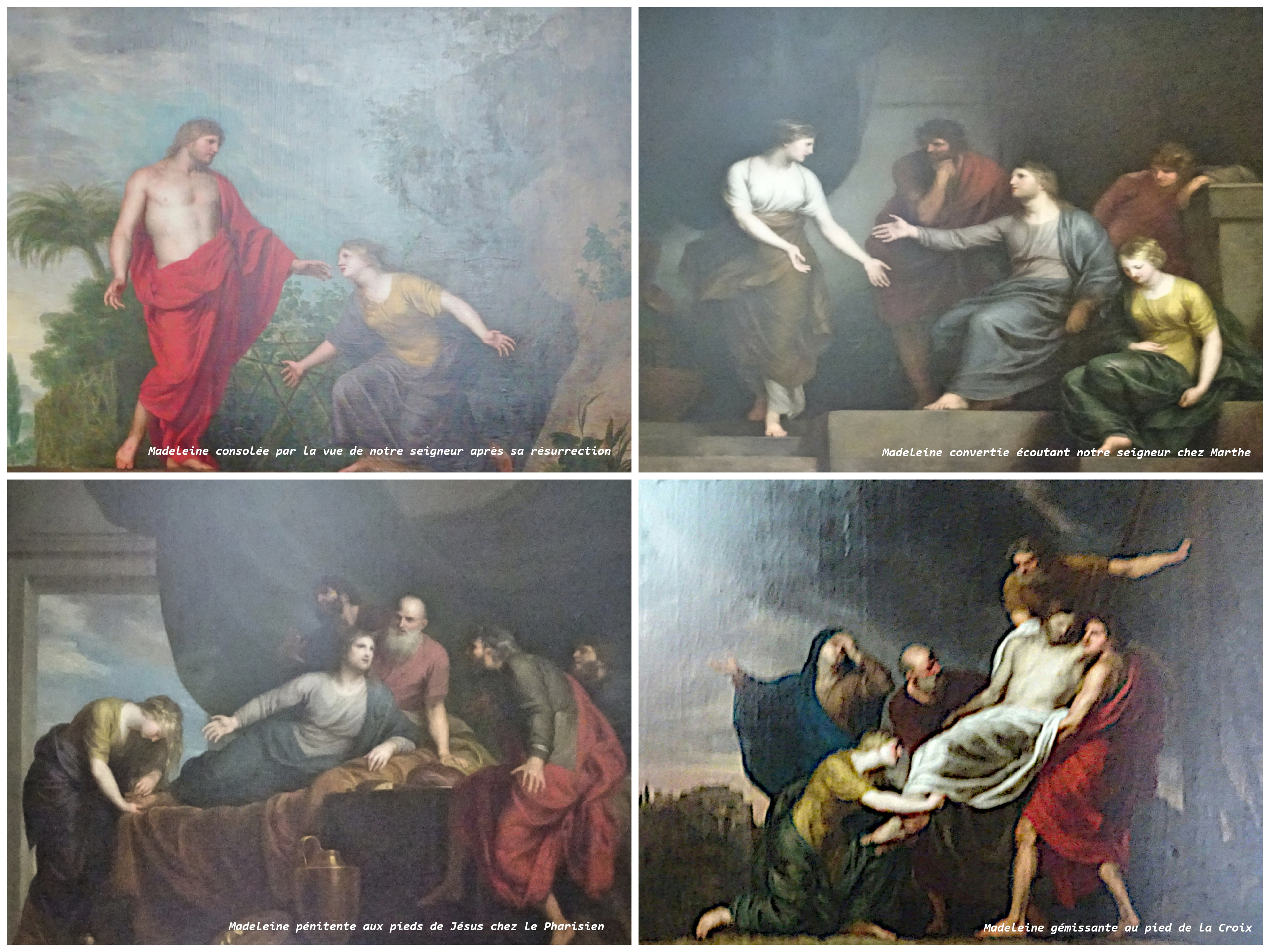
Iconographie des quatre scènes de la vie de sainte Marie-Madeleine par André Corneille Lens (1777)

Le chœur possède encore sa décoration d'origine, un tableau du maître autel de Jacob van Oost le Jeune, La Résurrection de Lazare, offert par l'artiste lorsqu'il fut marguillier de la paroisse, ainsi que quatre grands tableaux encastrés dans les boiseries représentant des épisodes de la vie de la Madeleine par André Corneille Lens datés de 1777.
Quatre vitraux du chœur et les vitraux historiés du déambulatoire ont été réalisés par le maître verrier Olivier Durieux.
Sur les deux piliers encadrant le chœur se trouvaient deux tableaux par Arnould De Vuez, la samaritaine et la cananéenne, maintenant dans les réserves du musée de l'Hospice Comtesse.